# Голубой тетерев
Голубой тетерев (лат. Dendrapagus obscurus) — североамериканская птица семейства фазановых (Phasianidae), населяющая леса североамериканских Скалистых гор.
Длина тела от 39 до 53 см. Окраска самца тёмно-серого или голубовато-зелёного цвета. Он имеет жёлто-оранжевый или красный гребни выше глаз и жёлты пятна на шее, окружённые белыми перьями. Грудь и брюхо серо-белые. Отсутствует чёрное пятно на груди, характерное для канадской дикуши. Чёрный хвост заканчивается серой полосой. Подхвостье белое. У самцов, обитающих в Скалистых горах отсутствует серая полоса, а голое пятно на шее красное.
Самки и молодые птицы коричневые и серые в крапинку, и имеют тёмный хвост. В отличие от канадской дикуши им не хватает яркой нижней части тела.
Ареал простирается на юг от юго-восточной Аляски и Северо-Западных территорий Канады до Калифорнии, Аризоны, Колорадо и Нью-Мексико. Голубой тетерев живёт в лесах и полянах с жёлтой сосной и псевдотсугой. После сезона размножения, птица откочёвывает в более высокогорные хвойные леса и зимует на высоте до 3600 метров над уровнем моря.
Зимой тетерев питается почти исключительно хвоей, в основном сосновой. Летом питание дополняют насекомые, семена и ягоды.
В брачный период самец издаёт низкие звуки, слышимые издалека. Он расправляет хвост и перья шеи, демонстрируя яркие цветные пятна шеи и раздувает гребни над глазами. Гнездо представляет собой ямку на земле, устланную хвоей и травой, которая скрыта под кустом, деревом или камнем. В кладке 5—10 кремово-белых яиц с бурыми пятнами.